# 법철학 강요
《법철학 강요》(독일어: Grundlinien der Philosophie des Rechts)는 게오르크 빌헬름 프리드리히 헤겔이 처음부터 출판을 위해 저술한 것이 아니고, 법철학 관련 강의록에 기초하여 만들어진 책이다. 
헤겔이 본격적으로 법철학 관련 강의를 시작한 것은 베를린 대학의 1818-1819년 겨울 학기부터다. 헤겔은 이 겨울 학기에 ‘자연법과 국가학’이라는 강의를 시작했으며, 유사한 강의를 1825년까지 개설했다. 이렇게 강의를 위해 준비된 강의록이 《법철학 강요》라는 체계적 형태의 저서로 출판된 것은 1820년이다. 물론 베를린 시기 이전에도 헤겔이 법철학이나 실천철학에 관심이 없었던 것은 아니다. 예를 들어, 헤겔은 예나 시기에 흔히 <자연법 논문>이라고 알려진 글을 발표하거나 <인륜성의 체계>와 같은 글을 쓰기도 했으며, 1803년부터 1806년 사이에 정신철학을 체계적으로 기획하면서 《법철학 강요》의 기본 골격을 준비하기도 했다. 더 거슬러 올라가 보면, 헤겔이 《법철학 강요》에서 ‘인륜적 삶’을 통해 정초하고자 한 공동체의 모습에는, 분열된 삶을 극복하고 조화롭고 통일된 삶을 지향하던 초기 헤겔의 문제의식이 간접적으로 담겨 있다. 이러한 점에서 《법철학 강요》는 헤겔의 실천적 문제의식을 총괄적이고 체계적으로 보여주는 저서라고 할 수 있다. 따라서 《법철학 강요》를 제대로 이해하면, 헤겔이 품고 있었던 실천철학적 문제의식의 정체가 무엇인지 명확히 규명할 수 있을 것이다. 
헤겔 당대의 정치사회적 맥락에서 보자면, 《법철학 강요》는 나폴레옹이 몰락한 이후 독일이 취할 정치적 태도에 관한 보수적 입장과 진보적 입장 간의 갈등을 배경으로 한다. 헤겔은 이러한 갈등 상황에서 독일이 어떤 헌법을 가져야 하고 어떻게 법률을 성문화해야 하는지를 둘러싼 논쟁을 고려하며 자신의 사고를 지속적으로 더욱 정교하게 다듬었는데, 그 결과로 나타난 것이 바로 《법철학 강요》다. 하지만 《법철학 강요》를 정독해 보면 이러한 시대적 문제에만 제한되지 않는 헤겔의 철학적 깊이를 접하게 된다. 《법철학 강요》 전반에 걸쳐 헤겔은 고대와 근대의 정치철학 및 도덕철학과 지속적으로 대결하면서도 그것을 아우르고 뛰어넘는 관점을 보여준다. 그러한 시도가 과연 성공적이었는가 여부는 논외로 하더라도, 고대의 실체적 세계관과 근대의 주체적 세계관을 변증법적으로 매개하려는 헤겔의 문제의식으로 인해, 《법철학 강요》는 철학사에서 독자적인 위치를 차지하며, 플라톤의 《국가》와 아리스토텔레스의 《정치학》 그리고 칸트의 《실천이성비판》과 더불어 정치철학 및 도덕철학의 고전으로 평가되어 왔다.